# Jiří Lehečka
Jiří Lehečka (født 8. november 2001 i Mladá Boleslav, Tjekkiet) er en professionel tennisspiller fra Tjekkiet.